# Rhopaloblaste ledermanniana
Rhopaloblaste ledermanniana är en enhjärtbladig växtart som beskrevs av Odoardo Beccari. Rhopaloblaste ledermanniana ingår i släktet Rhopaloblaste och familjen Arecaceae. Inga underarter finns listade i Catalogue of Life.